# امداکس
امداکس (عبری: אמדוקס‎) شرکت نرم‌افزاری آمریکایی-اسرائیلی است، که در سال ۱۹۸۲ توسط موریس کاهن تأسیس شد.